# Lagón Dulce
Lagón Dulce är en ort i Mexiko.   Den ligger i kommunen Palizada och delstaten Campeche, i den sydöstra delen av landet, 800 km öster om huvudstaden Mexico City. Lagón Dulce ligger 1 meter över havet och antalet invånare är 251.
Terrängen runt Lagón Dulce är mycket platt. Runt Lagón Dulce är det mycket glesbefolkat, med 3 invånare per kvadratkilometer. Närmaste större samhälle är Palizada, 19,9 km väster om Lagón Dulce. Omgivningarna runt Lagón Dulce är en mosaik av jordbruksmark och naturlig växtlighet.